# Edmund Kowal
Edmund Karol Kowal, w latach 1931–1949 Erwin Ernest Schmidt (ur. 16 lutego 1931 w Bobrku, zm. 22 kwietnia 1960 w Poznaniu) – polski piłkarz,  występujący na pozycji napastnika, reprezentant Polski w latach 1953–1958.
Kowal był wychowankiem Odry Bobrek, skąd w wieku osiemnastu lat trafił do Stali Bobrek. W 1952 roku dostał powołanie do wojska, natomiast w 1953 roku służbowe oddelegowanie do Wawelu Kraków. W latach 1953–1956 grał dla Legii Warszawa, natomiast od 1957 roku występował w Górniku Zabrze. Z Legią dwukrotnie zaliczył krajowy dublet, zdobywając mistrzostwo i Puchar Polski (1955, 1956). W barwach Górnika dwukrotnie został mistrzem Polski (1957, 1959). Zmarł w wyniku obrażeń poniesionych w wypadku podczas wskakiwania do tramwaju. 

## Kariera klubowa

### Początki
Kowal urodził się 16 lutego 1931 roku jako Erwin Ernest Schmidt w gminie Bobrek, która po II wojnie światowej została przyłączona do Bytomia. W 1946 roku za namową Marcelego Strzykalskiego rozpoczął treningi w Klubie Sportowym Odra Bobrek, który funkcjonował przy Hucie Julia. Strzykalski charakteryzował Kowala jako chłopca stroniącego od trenowania piłki nożnej w klubie. Według niego Kowal wolał grać z kolegami na podwórkach oraz hałdach. W latach 1949–1952 Kowal występował w Stali Bobrek, która powstała po fuzji Sparty oraz Liniarni Bobrek. Mając osiemnaście lat miał zmienić za namową działaczy Stali imię i nazwisko, aby zmylić przedstawicieli klubów wojskowych chcących mieć go u siebie. W 1952 roku po rozgrywanym w Bytomiu towarzyskim meczu z Wawelem Kraków dostał powołanie do wojska i służbowe oddelegowanie do nowego zespołu.

### Wawel Kraków (1953)
Kowal trafił do wojska jesienią 1952 roku, natomiast grę dla Wawelu rozpoczął od sezonu 1953. Zadebiutował w wygranym spotkaniu ligowym przeciwko AKS-owi Chorzów (2:4, 15 marca 1953 roku), zaś pierwszą bramkę strzelił w tymże meczu. W pojedynku z Lechią Gdańsk (5:1, 26 lipca 1953 roku) zdobył hat tricka. Kowal wystąpił w dwudziestu jeden meczach ligowych i strzelił siedem bramek. Zespół prowadzony przez Artura Waltera zdobył wicemistrzostwo Polski, natomiast z rywalizacji o Puchar Polski został wycofany. W sierpniu 1953 roku Kowal jako czynny żołnierz i zawodnik Wawelu reprezentował Okręg Wojskowy Kraków na III Spartakiadzie Wojska Polskiego we Wrocławiu. Wawel zapewnił sobie zwycięstwo w turnieju po wygranych spotkaniach ze Śląskiem Wrocław, Flotą Gdynia, Lotnikiem Warszawa i Zawiszą Bydgoszcz oraz remisie z Lublinianką. Po zakończeniu sezonu decyzją Ministra Obrony Narodowej Wawel został odsunięty z rozgrywek I ligi. Uznano, że prawo do reprezentowania wojskowych klubów w lidze ma wyłącznie Legia Warszawa. W wyniku tychże działań najlepszych piłkarzy krakowskiego zespołu przeniesiono w ramach poborów do stolicy, wśród nich Kowala.

### Legia Warszawa (1953–1956)
W sezonie 1954 trenerem Legii został Węgier János Steiner, który przez słabe wyniki nieustannie szukał optymalnego ustawienia oraz nowych zawodników. W sześciu pierwszych meczach ligowych Legia strzeliła tylko dwie bramki – autorem jednej z nich był Kowal – zaś dwa punkty zdobyła po bezbramkowych remisach. Niepodważalną pozycję u Steinera miał Kowal, który wystąpił w osiemnastu spotkaniach i strzelił cztery gole. W barwach Legii zadebiutował w spotkaniu o Puchar Polski przeciwko Ślęzy Wrocław (1:2 pd., 15 listopada 1953 roku), natomiast pierwszą bramkę zdobył w przegranym meczu z Górnikiem Radlin (4:1, 4 kwietnia 1954 roku). Legia zajęła w lidze siódme miejsce zapewniając sobie utrzymanie po wygranej w przedostatniej kolejce z Cracovią (0:2, 21 listopada 1954 roku), zaś w rozgrywkach Pucharu Polski dotarła do półfinału, w którym przegrała z Gwardią Warszawa (2:1, 17 lipca 1954 roku).
W sezonie 1955 Legia zdobyła mistrzostwo oraz Puchar Polski, stając się pierwszą drużyną w historii polskiej piłki nożnej, która sięgnęła po dublet krajowy. W finale Pucharu Polski Legia pokonała Lechię Gdańsk (5:0, 29 września 1955 roku). Kowal wystąpił we wszystkich dwudziestu dwóch ligowych meczach i strzelił osiem bramek. Łącznie spędził na boisku 1948 minut, a meczów w pełnym wymiarze czasowym nie dograł z Lechią Gdańsk (0:1, 3 kwietnia 1955 roku) oraz Polonią Bydgoszcz (2:1, 8 listopada 1955 roku), kiedy to został zmieniony w obu spotkaniach przez Longina Janeczkę. 
W sezonie 1956 nowym trenerem Legii został Ryszard Koncewicz, gdyż umowa Steinera nie została przedłużona ze względu na wygórowane wymagania finansowe. Pod wodzą nowego trenera Legia drugi raz z rzędu zdobyła krajowy dublet, wygrywając mistrzostwo oraz Puchar Polski. W finałowym spotkaniu Legioniści pokonali Górnika Zabrze (3:0, 24 czerwca 1956 roku), a jedna z bramek był autorstwa Kowala. Sensacją sezonu był mecz ligowy, w którym Legia odniosła rekordowe w swojej historii zwycięstwo nad Wisłą Kraków (12:0, 19 sierpnia 1956 roku), natomiast Kowal strzelił w nim dwa gole. W sezonie 1956 Legia była pierwszym mistrzem Polski, który zagrał w Pucharze Europy Mistrzów Klubowych, jednak odpadła w rundzie wstępnej po przegranym dwumeczu ze Slovanem Bratysława. W rewanżu (2:0, 19 września 1956 roku) Kowal zdobył bramkę otwierającą wynik spotkania. Po zakończeniu sezonu Kowal odszedł do Górnika Zabrze, choć działacze namawiali go na przedłużenie służby wojskowej, umożliwiającej dalszą grę dla Legii.

### Górnik Zabrze (1957–1960)
W sezonie 1957 drużynę Górnika objął węgierski trener Zoltán Opata zorientowany na słabe punkty zespołu. Opata wzmocnił atak ściągając Kowala, który za parafowanie umowy otrzymał skrzynkę niedostępnych wówczas na rynku pomarańczy, pieniądze oraz etat w kopalni Concordia. Pierwszy mecz w barwach Górnika rozegrał w ramach I rundy towarzyskiego Pucharu Sportu (0:1, 27 stycznia 1957 roku) z Tarnovią Tarnów, natomiast grając na pozycji środkowego napastnika w III rundzie przeciwko Kolejarzowi Czechowice (0:13, 10 lutego 1957 roku) zdobył hat tricka. Oficjalny debiut Kowala miał miejsce w 1/8 finału Pucharu Polski przeciwko Lechii Gdańsk (0:3, 17 marca 1957 roku), zaś pierwszego gola strzelił w tymże spotkaniu. Przed rewanżowym meczem ligowym z Legią (3:2, 21 sierpnia 1957 roku), Kowal wraz z Ernestem Pohlem został zawieszony przez Opatę na pół roku. Odsunięcie od drużyny było wynikiem niesportowego trybu życia piłkarzy oraz nadmiernego spożywania alkoholu. Na trzy kolejki przed końcem sezonu dyskwalifikacja Kowala została odwieszona przez działaczy, natomiast zabrzanie po wygranej z Gwardią Warszawa byli bliscy zdobycia pierwszego w historii klubu mistrzostwa Polski. Górnik został mistrzem Polski po porażce Gwardii w przedostatniej kolejce z Lechem Poznań, zaś w rozgrywkach o Puchar Polski przegrał w finale z ŁKS-em Łódź (2:1, 20 lipca 1957 roku).
W sezonie 1958 Kowal rozegrał dwadzieścia jeden ligowych meczów w pełnym wymiarze czasowym i zdobył osiem bramek. Jedynym meczem, w którym nie wystąpił z powodu kontuzji było spotkanie przeciwko ŁKS–owi (4:1, 14 czerwca 1958 roku). Sezon 1958 był ostatnim dla trenera Opaty, gdyż zrezygnował z pracy w Zabrzu. Górnik zakończył rozgrywki ligowe na trzecim miejscu, a trener argumentował tę pozycję złym trybem życia niektórych graczy, co przełożyło się ostatecznie na wyniki zespołu. Do tego grona zaliczył chociażby Kowala, który według niego spożywał wódkę i scharakteryzował go jako niepoprawnego recydywistę. Rozgrywki o Puchar Polski nie były rozgrywane, ponieważ zostały zawieszone do 1962 roku.
W sezonie 1959 nowym szkoleniowcem Górnika został węgierski trener János Steiner, z którym Kowal współpracował w Legii. Kowal wystąpił we wszystkich dwudziestu dwóch meczach ligowych i zdobył sześć bramek, spędzając na boisku 1935 minut. Jedynym spotkaniem, którego nie dograł w pełnym wymiarze czasowym był mecz przeciwko Ruchowi Chorzów (2:2, 25 października 1959 roku), kiedy to został zmieniony przez Manfreda Fojcika. Kowal był odpowiedzialny za wykonywanie rzutów karnych, które wykorzystał w spotkaniach z Legią (1:2, 10 maja 1959 roku) oraz Lechią Gdańsk (3:2, 1 listopada 1959 roku). Bramkarza Lechii pokonał nie biorąc rozbiegu w kierunku piłki. Przed strzałem wykonał zwód, po którym Henryk Gronowski rzucił się w jeden róg bramki, a piłka potoczyła się w drugi. Górnik zapewnił sobie tytuł mistrzowski na trzy kolejki przed zakończeniem rozgrywek, natomiast Kowal był uważany za piłkarza w szczytowej formie oraz inteligentnego konstruktora akcji.
W sezonie 1960 szkoleniem piłkarzy Górnika zajął się Czech Wilhelm Lugr, jednak słaba postawa drużyny przyczyniła się do kolejnej zmiany na tym stanowisku. W lipcu nowym trenerem został Augustyn Dziwisz. Górnik zajął trzecie miejsce na zakończenie ligowych rozgrywek, przegrywając rywalizację z Ruchem o dwa punkty. Kowal zagrał wyłącznie w trzech pierwszych meczach sezonu przeciwko: Lechii Gdańsk (1:0, 13 marca 1960 roku), Legii (4:2, 20 marca 1960 roku) oraz Zagłębiu Sosnowiec (0:0, 27 marca 1960), ponieważ zmarł 22 kwietnia 1960 roku w wyniku obrażeń poniesionych w wypadku.

## Kariera reprezentacyjna
Kowal był reprezentantem Polski w latach 1953–1958. Wystąpił w tym czasie w ośmiu meczach i zdobył jedną bramkę. Zadebiutował w kadrze prowadzonej przez selekcjonera Ryszarda Koncewicza w towarzyskim spotkaniu przeciwko Bułgarii (2:2, 13 września 1953 roku), zaś jedyną bramkę zdobył w meczu z reprezentacją Finlandii (5:0, 4 listopada 1956 roku).

## Śmierć

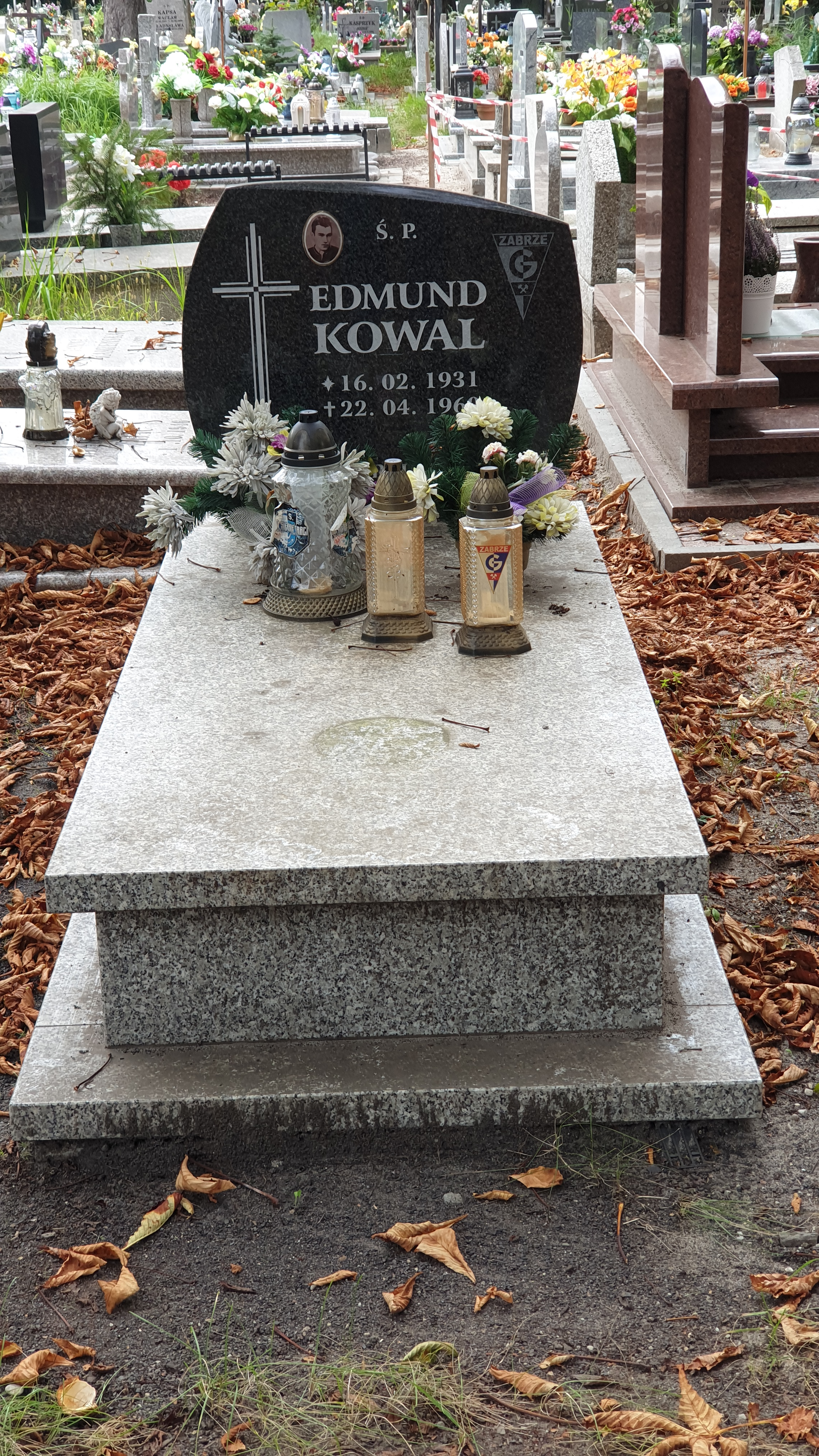
Grób Edmunda Kowala na cmentarzu parafialnym św. Józefa w Zabrzu (2020)

Przed świętami wielkanocnymi w 1960 roku Kowal wybrał się do swojego kolegi mieszkającego na Zaborzu – dzielnicy Zabrza. Próbował wskoczyć do jadącego tramwaju, jednak pośliznął się na zlodowaconej jezdni i wpadł pod koła. W płaszczu miał butelkę z alkoholem, która po rozbiciu pokaleczyła mu narządy wewnętrzne. Kowala przewieziono do zabrzańskiej kliniki chirurgicznej przy ul. 3-go Maja, a konsylium ustaliło, że szansą na uratowanie życia piłkarza jest dializa przy użyciu sztucznej nerki. W kraju były wówczas dwa tego typu urządzenia. Kowal trafił do kliniki w Poznaniu, ponieważ jego przyjęcia odmówił szpital w Warszawie. Zawodnika transportowano wagonem towarowym doczepionym do pociągu osobowego w towarzystwie konwojenta, na którego wyznaczono dr Andrzeja Musierowicza. W Poznaniu na rannego Kowala czekała karetka, jednak ze względu na zbyt późne udzielenie pomocy zmarł 22 kwietnia 1960 roku. Kowal został pochowany w Zabrzu na cmentarzu parafialnym św. Anny. Trumnę z jego zwłokami nieśli koledzy z Górnika: Edward Jankowski, Ginter Gawlik, Henryk Hajduk, Antoni Franosz, Joachim Szołtysek oraz Stefan Florenski. Pamięć Kowala uczczono minutą ciszy oraz czarnymi opaskami na rękawach koszulek podczas meczu Górnika z Wisłą Kraków (4:0, 8 maja 1960 roku). Z inicjatywy Kazimierza Górskiego zorganizowano towarzyski mecz Górnika z Legią (3:2, 11 maja 1960 roku), zaś zgromadzone pieniądze z biletów w kwocie pięćdziesięciu tysięcy złotych przekazano wdowie i dwójce osieroconych dzieci.

## Życie prywatne
Kowal był z wykształcenia ślusarzem. Nosił boiskowe przydomki: Epin oraz Epi. Jeden z braci Kowala uległ wypadkowi podczas uprawiania gimnastyki sportowej i zmarł na skutek odniesionych obrażeń.

## Statystyki

### Klubowe w latach 1953–1960
| Sezon        | Klub           | Liga    | Liga krajowa | Liga krajowa | Puchar Polski | Puchar Polski | Europejskie Puchary | Europejskie Puchary | Łącznie | Łącznie |
| ------------ | -------------- | ------- | ------------ | ------------ | ------------- | ------------- | ------------------- | ------------------- | ------- | ------- |
| Sezon        | Klub           | Liga    | Meczów       | Bramek       | Meczów        | Bramek        | Meczów              | Bramek              | Meczów  | Bramek  |
| 1953         | Wawel Kraków   | I Liga  | 21           | 7            | –             | –             | –                   | –                   | 21      | 7       |
| 1954         | Legia Warszawa | I Liga  | 18           | 4            | 5             | 1             | –                   | –                   | 23      | 5       |
| 1955         | Legia Warszawa | I Liga  | 22           | 8            | 4             | 3             | –                   | –                   | 26      | 11      |
| 1956         | Legia Warszawa | I Liga  | 18           | 3            | 4             | 3             | 2                   | 1                   | 24      | 7       |
| 1957         | Górnik Zabrze  | I Liga  | 14           | 2            | 4             | 1             | –                   | –                   | 18      | 3       |
| 1958         | Górnik Zabrze  | I Liga  | 21           | 8            | –             | –             | –                   | –                   | 21      | 8       |
| 1959         | Górnik Zabrze  | I Liga  | 22           | 6            | –             | –             | –                   | –                   | 22      | 6       |
| 1960         | Górnik Zabrze  | I Liga  | 3            | 0            | –             | –             | –                   | –                   | 3       | 0       |
| Podsumowanie |                |         |              |              |               |               |                     |                     |         |         |
| Razem        | Wawel Kraków   | I Liga  | 21           | 7            | –             | –             | –                   | –                   | 21      | 7       |
| Razem        | Legia Warszawa | I Liga  | 58           | 15           | 13            | 7             | 2                   | 1                   | 73      | 23      |
| Razem        | Górnik Zabrze  | I Liga  | 60           | 16           | –             | –             | –                   | –                   | 60      | 16      |
|              |                | Łącznie | 139          | 38           | 13            | 7             | 2                   | 1                   | 154     | 46      |

### Reprezentacyjne w latach 1953–1958
| Reprezentacja | Rok     | Mecze | Bramki |
| ------------- | ------- | ----- | ------ |
| Polska        | 1953    | 1     | 0      |
| Polska        | 1954    | 0     | 0      |
| Polska        | 1955    | 1     | 0      |
| Polska        | 1956    | 4     | 1      |
| Polska        | 1957    | 1     | 0      |
| Polska        | 1958    | 1     | 0      |
| Ogólnie       | Ogólnie | 8     | 1      |

| Mecze i gole w reprezentacji | Mecze i gole w reprezentacji | Mecze i gole w reprezentacji | Mecze i gole w reprezentacji | Mecze i gole w reprezentacji | Mecze i gole w reprezentacji | Mecze i gole w reprezentacji | Mecze i gole w reprezentacji |
| Polska                       | Polska                       | Polska                       | Polska                       | Polska                       | Polska                       | Polska                       | Polska                       |
| Lp.                          | Data                         | Miejsce                      | Przeciwnik                   | Wynik                        | Gol                          | Rozgrywki                    |                              |
| ---------------------------- | ---------------------------- | ---------------------------- | ---------------------------- | ---------------------------- | ---------------------------- | ---------------------------- | ---------------------------- |
| 1.                           | 13.09.1953                   | Sofia, Bułgaria              | Bułgaria                     | 2:2                          |                              | towarzyski                   |                              |
| 2.                           | 26.06.1955                   | Sofia, Bułgaria              | Bułgaria                     | 1:1                          |                              | towarzyski                   |                              |
| 3.                           | 26.08.1956                   | Wrocław, Polska              | Bułgaria                     | 1:2                          |                              | towarzyski                   |                              |
| 4.                           | 28.10.1956                   | Warszawa, Polska             | Norwegia                     | 5:3                          |                              | towarzyski                   |                              |
| 5.                           | 04.11.1956                   | Kraków, Polska               | Finlandia                    | 5:0                          | Gol                          | towarzyski                   |                              |
| 6.                           | 16.11.1956                   | Stambuł, Turcja              | Turcja                       | 1:1                          |                              | towarzyski                   |                              |
| 7.                           | 19.05.1957                   | Warszawa, Polska             | Turcja                       | 0:1                          |                              | towarzyski                   |                              |
| 8.                           | 14.09.1958                   | Chorzów, Polska              | Węgry                        | 1:3                          |                              | towarzyski                   |                              |

## Sukcesy

### Wawel Kraków
- Wicemistrzostwo Polski w sezonie 1953
- Zwycięstwo w III Spartakiadzie Wojska Polskiego we Wrocławiu w 1953 roku

### Legia Warszawa
- Mistrzostwo Polski (2 razy) w sezonach: 1955, 1956
- Puchar Polski (2 razy) w sezonach: 1955, 1956

### Górnik Zabrze
- Mistrzostwo Polski (2 razy) w sezonach: 1957, 1959
- 3. miejsce mistrzostw Polski (2 razy) w sezonach: 1958, 1960